# Suffer (Hurts)
Suffer è un singolo del gruppo musicale britannico Hurts, pubblicato il 24 giugno 2020 come secondo estratto dal quinto album in studio Faith.

## Descrizione
Si tratta della seconda traccia dell'album ed è dominata da una base di sintetizzatori e da un campionamento sonoro ottenuto con una macchina da caffè espresso non funzionante.

## Tracce
1. Suffer – 4:27